# 金剛定寺 (宇都宮市)
金剛定寺（こんごうじょうじ）は、栃木県宇都宮市にある真言宗智山派の寺院。

## 歴史
1278年（弘安元年）、益田峰忍によって開山された。峰忍は諸国巡錫の旅に出ていて、当地に至り、湯気が立ち不動明王が浮き出る不思議な井戸に出会った。この奇瑞を目の当たりにし、井戸の側に寺を創建した。これが当寺の起源である。
その後、峰忍は鎌倉幕府第7代将軍惟康親王の病魔退散の加持祈祷を行って快癒させた功により、幕府より建物や田圃の寄進がなされたことで、次第に寺は整備・充実していった。
室町時代前期の住職祐請は、旱魃から救うために雨乞いの儀式を行い、雨を降らすことに成功した。この出来事は後小松天皇の耳にも達し、天皇より「上人」の称号と「金剛定寺」の扁額を授かった。そのため、祐請を中興としている。
かつては18の塔頭を擁し、末寺は約300ヶ寺にも達した。大田原市の金剛寿院や芳賀町の崇真寺とならぶ「下野真言宗三金剛」とも称された。

## 文化財
- 金剛定寺のカヤ（栃木県指定天然記念物 昭和63年12月27日指定）[3]
- 銅造宝筺印塔（宇都宮市指定有形文化財 昭和32年6月3日指定）[4]

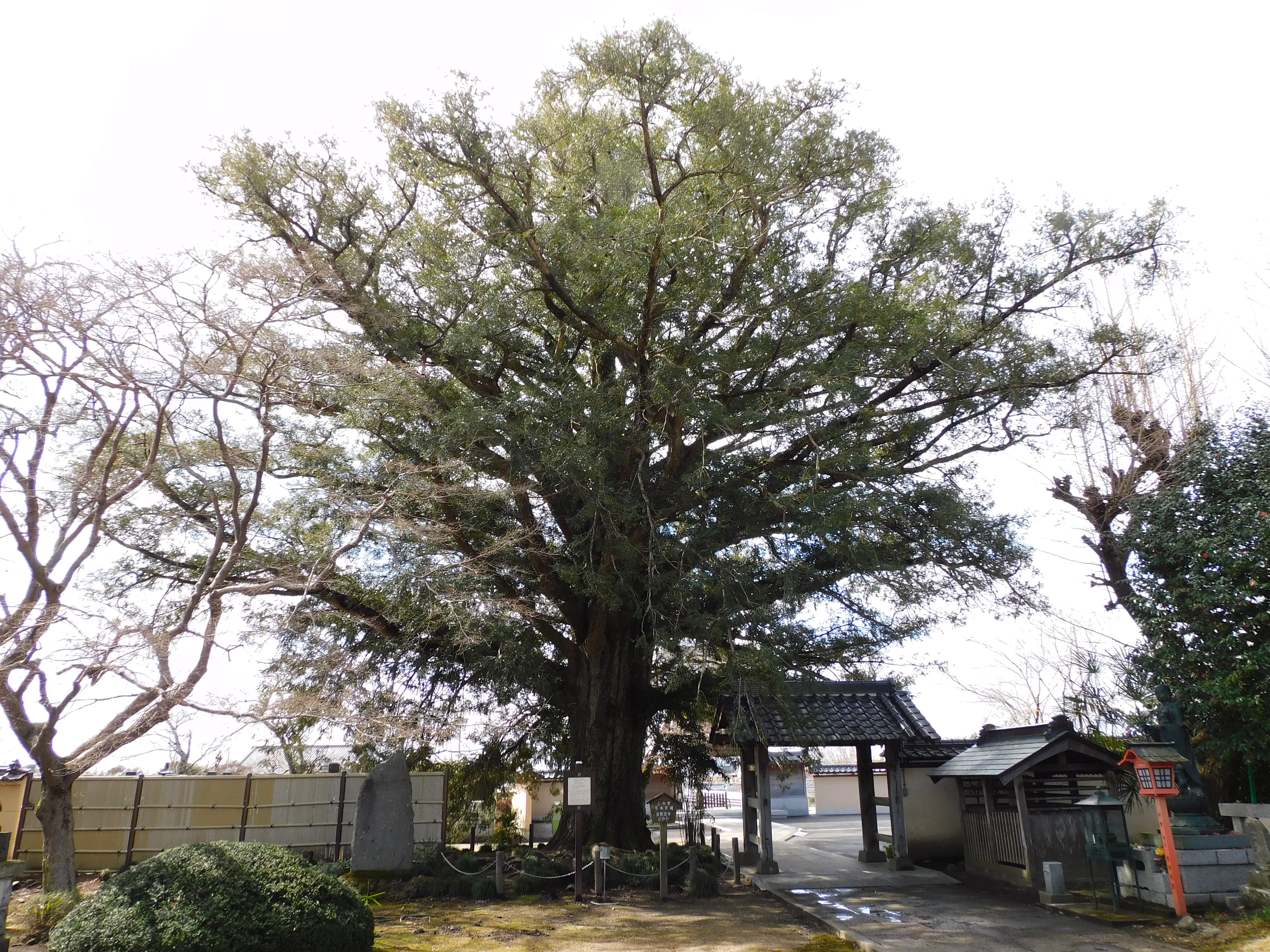
カヤ
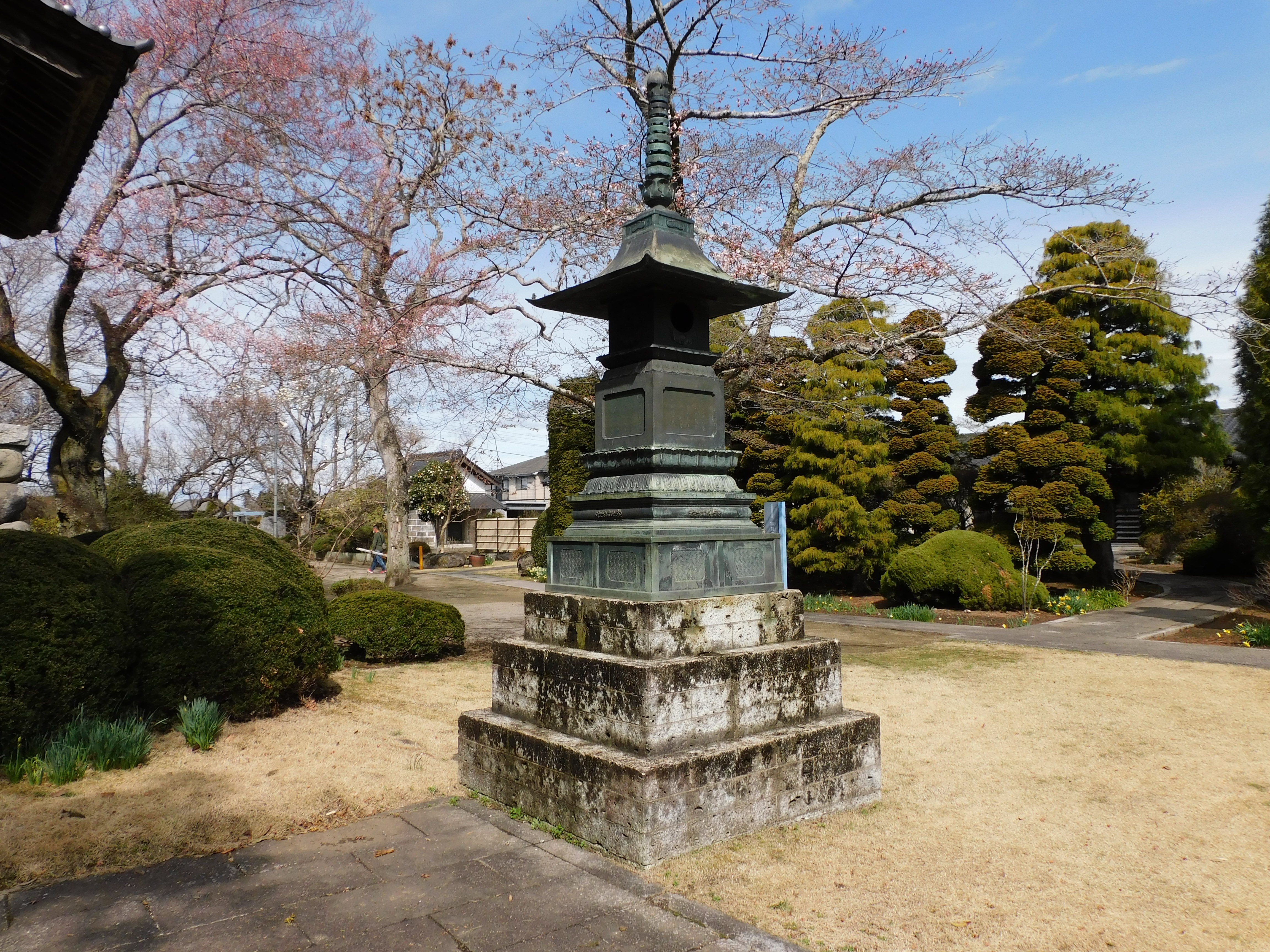
宝筺印塔

## 交通アクセス
- 北関東自動車道宇都宮上三川ICより車10分。